# 15989 Anusha
15989 Anusha è un asteroide della fascia principale. Scoperto nel 1998, presenta un'orbita caratterizzata da un semiasse maggiore pari a 2,3275410 au e da un'eccentricità di 0,0991000, inclinata di 5,70678° rispetto all'eclittica.